# Wilhelm Brüning
Joseph Maria Leberecht Wilhelm Brüning (* 3. Oktober 1862 in Mariensee bei Seeberg; † 17. Juli 1936 in Aachen) war ein deutscher katholischer Historiker und Archivar.
1892 promovierte er in Königsberg mit einer Arbeit über die Geschichte des Bistums Ermland im Spätmittelalter.
Von 1895 bis zu seiner Pensionierung 1928 wirkte er als Stadtarchivar in Aachen.
Neben zahlreichen historischen Aufsätzen veröffentlichte Brüning Beiträge in der katholischen Wochenzeitschrift „Allgemeine Rundschau“ und der im Berliner Scherl-Verlag erscheinenden Tageszeitung „Der Tag“.
Unter dem Pseudonym Dr. Rhenanus erschien von ihm in Frankfurt 1908: Der junge Görres. Ein Zeit- und Lebensbild aus dem Rheinland.